# Adriaan Kluit
Adrian Kluit (født 9. februar 1735 i Dordrecht, død 12. januar 1807 i Leiden) var en hollandsk historiker.
Kluit var først bestyrer af forskellige lærde skoler, senere professor ved Universitetet i Leyden. Hans historiske værker, hvoraf en del blev skrevet på latin, nyder stor anseelse for lærdom og skarpsindighed. Særlig betydning har hans Historia critica comitatus Hollandiæ et Zelandiæ, et stort værk i 4 bind. Også værker af statsretslig og filologisk karakter skyldes ham, deriblandt et værk om hans samtids nederlandske ortografi sammenlignet med den ældste nederlandske.